# Emek Jizre’el
Emek Jizreʿel (hebräisch מוֹעָצָה אֲזוֹרִית עֵמֶק יִזְרְעֶאל Mōʿatzah Asōrīt ʿEmeq Jisrəʿel, deutsch ‚Regionaler Rat Tal Jesreel‘) ist ein Regionalverband im Nordbezirk Israels mit fünfzehn Kibbuzim, fünfzehn Moschavim, sechs Gemeinschaftssiedlungen und zwei Dörfern. Das Gebiet liegt in der Jesreelebene, ist 90 km² groß und hat 40.268 Einwohner (Stand: Januar 2022). 2014 betrug die Einwohnerzahl 35.900.

## Geschichte
Der Regionalverband wurde am Ende des Jahres 1941 gegründet, als zweiter Regionalverband nach dem 1940 gegründeten Emeq Chefer. Nach verschiedenen administrativen Zusammenlegungen erfolgte 1980 die Vereinigung mit dem Regionalverband Kischon, der 1957 aus den Regionalverbänden Nahalal und Kischon gebildet worden war.

## Gliederung

Emeq Jizre’el (dunkelgrün) neben anderen Gebietskörperschaften

- ʿAdi (עֲדִי; 1980 als Gemeinschaftsortschaft gegründet)
- Achusat Baraq (אֲחֻזַּת בָּרָק; 1998 als Gemeinschaftsortschaft gegründet)
- Allon haGalil (אַלּוֹן הַגָּלִיל; Moschav, 1980 gegründet)
- Allonim (אַלּוֹנִים; Kibbuz, 1938 gegründet)
- Balfouria (בַּלפוּרְיָה; Moschav, 1922 gegründet)
- Beit Scheʿarim (בֵּית שְׁעָרִים; Moschav, 1926 und 1936 neu gegründet)
- Beit Sajid (בֵּית זַיִד; Moschav, 1926 gegründet)
- Bethlehem (Galiläa) (בֵּית לֶחֶם הַגְּלִילִית; Moschav, 1948 gegründet)
- Channaton (חַנָּתֹן; Kibbuz, 1984 gegründet)
- Dovrat (דָּבְרַת; Kibbuz, 1946 gegründet)
- ʿEin Dor (עֵין דּוֹר; Kibbuz, 1948 gegründet)
- Gazit (Kibbuz) (גָּזִית; Kibbuz, 1947 gegründet)
- Ginneigar (גִּנֵּיגָר; Kibbuz, 1922 gegründet)
- Givʿat Ela (גִּבְעַת אֵלָה; 1988 als Gemeinschaftsortschaft gegründet)
- Gvat (גְּבַת; Kibbuz, 1926 gegründet)
- HaJogev (הַיּוֹגֵב; Moschav, 1949 gegründet)
- Harduf (הַרְדּוּף; Kibbuz, 1982 gegründet)
- HaSolelim (הַסּוֹלְלִים; Kibbuz, 1949 gegründet)
- Hoschaʿja (הוֹשַׁעְיָה; 1981 als Gemeinschaftsortschaft gegründet)
- Jifʿat (יִפְעַת; Kibbuz, 1954 gegründet)
- Kfar Baruch (כְּפַר בָּרוּךְ; Moschav, 1926 gegründet)
- Kfar Gidʿon (כְּפַר גִּדְעוֹן; Moschav, 1923 gegründet)
- Kfar HaChoresch (כְּפַר הָחֹרֶשׁ; Kibbuz, 1933 gegründet)
- Kfar Jehoschuʿa (כְּפַר יְהוֹשֻׁעַ; Moschav, 1927 gegründet)
- Manschiyyat az-Zabda (arabisch منشية الزبدة, hebräisch מַנְשִׁיָּה זַבְּדָּה; 1945 als Dorf gegründet)
- Merchavia (מֶרְחַבְיָה; Kibbuz, 1911 gegründet)
- Merchavia (Moschav) (מֶרְחַבְיָה; Moschav, 1923 gegründet)
- Mizra (מִזְרָע; Kibbuz, 1923 gegründet)
- Nahalal (נַהֲלָל; Moschav, 1921 gegründet)
- Ramat David (רָמַת דָּוִד; Kibbuz, 1926 gegründet)
- Sarid (שָׂרִיד; Kibbuz, 1926 gegründet)
- Sawaʿid Ḥamira (arabisch سواعد حميرة, hebräisch סַוָאעִד חָמִירָה; Dorf)
- Schimschit (שִׁמְשִׁית; 2000 als Gemeinschaftsortschaft gegründet)
- Sde Jaʿaqov (שְׂדֵה יַעֲקֹב; 1927 als Moschav gegründet)
- Tel ʿAdaschim (תֵּל עֲדָשִׁים; 1923 als Moschav gegründet)
- Timrat (תִּמְרַת; 1981 als Gemeinschaftsortschaft gegründet)
- Zippori (צִפּוֹרִי; 1949 als Moschav gegründet)

## Bevölkerungsentwicklung
| Jahr der Volkszählung | 1961   | 1972   | 1983   | 1995   | 2006   | 2008   | 2009   | 2010   | 2011   | 2012   | 2013   | 2014   |
| Anzahl der Einwohner  | 11.300 | 11 100 | 18.000 | 30.000 | 29.300 | 29.600 | 31.000 | 32.100 | 33.600 | 34.100 | 35.200 | 35.900 |